# Johnny Ringo
Pour les articles homonymes, voir Johnny Ringo (homonymie).
John Peters « Johnny » Ringo (né le 3 mai 1850 – mort le 13 juillet 1882) est un hors-la-loi américain membre des Cowboys du comté de Cochise (en). Il était associé avec Ike Clanton (en) et Frank Stilwell (en) dans le comté de Cochise en 1881–1882.

## Jeunesse
Ringo est né à Greens Fork (Indiana). En 1856, les Ringo déménagent à Liberty (Missouri). La famille noue des liens avec le gang James-Younger lorsque la tante de Johnny Augusta Peters Inskip se marie avec Coleman P. Younger, oncle des hors-la-loi.
En 1858, la famille Ringo déménage à Gallatin.
Le 30 juillet 1864, alors que la famille voyage à travers le Wyoming vers la Californie, le père de Johnny, Martin Ringo, décharge accidentellement son fusil de chasse en quittant le wagon. La chevrotine pénètre le côté droit de son visage et lui ressort par le haut du crâne. La famille enterre les restes du père sur le flanc d'une colline le long de la route.

## Guerre du comté de Mason
Au milieu des années 1870, Ringo déménage de San José au comté de Mason. Il s'y lie d'amitié avec l'ex-Texas Ranger Scott Cooley, fils adoptif d'un propriétaire de ranch Tim Williamson.
Les problèmes débutent lorsque deux voleurs de bétail (en), Elijah et Pete Backus, sont tirés de la prison de Manson pour être pendus par une foule composée principalement d'Allemands. La guerre, connue officiellement sous le nom de guerre du comté de Mason (en) mais appelée la guerre Hoodoo (Hoodoo War) par la population locale, débute le 13 mai 1875 lorsque Williamson est arrêté par un groupe qui lui est hostile, puis tué par le fermier allemand Peter Bader. Cooley et ses amis, dont Johnny Ringo, mènent une campagne de terreur contre leurs rivaux. Le 10 août, Cooley tue l'Allemand et ex-shérif local John Worley en le tirant, le scalpant et en jetant son corps dans un puits. Il tue plusieurs autres personnes lors de la « guerre ».
Le 25 septembre, après la mort de Moses Baird, Ringo commet son premier meurtre lorsque, avec Bill Williams, il se rend à la maison de James Cheyney, l'homme qui a mené Baird dans une embuscade. Alors que Cheyney sort de la maison, désarmé, invitant les hommes à entrer et commençant à laver son visage sur le porche, Ringo et Williams lui tirent dessus et le tuent. Ils se rendent par la suite à la maison de Dave Doole, l'appellent à l'extérieur, mais prennent la fuite lorsque ce dernier sort armé.
Plus tard, Scott Cooley et Johnny Ringo confondent Pete Bader avec son frère Charley et tuent ce dernier. Les deux hommes sont par la suite emprisonnés à Burnet par le shérif A. J. Strickland, mais sont libérés par leurs amis peu après et forment une bande de hors-la-loi.
La « guerre » prend fin en novembre 1876. Scott Cooley est considéré mort et Johnny Ringo et son compère George Gladden sont emprisonnés. Alors que Gladden prend 99 ans, Ringo semble avoir été acquitté[réf. souhaitée].

## Mort à Turkey Creek Canyon

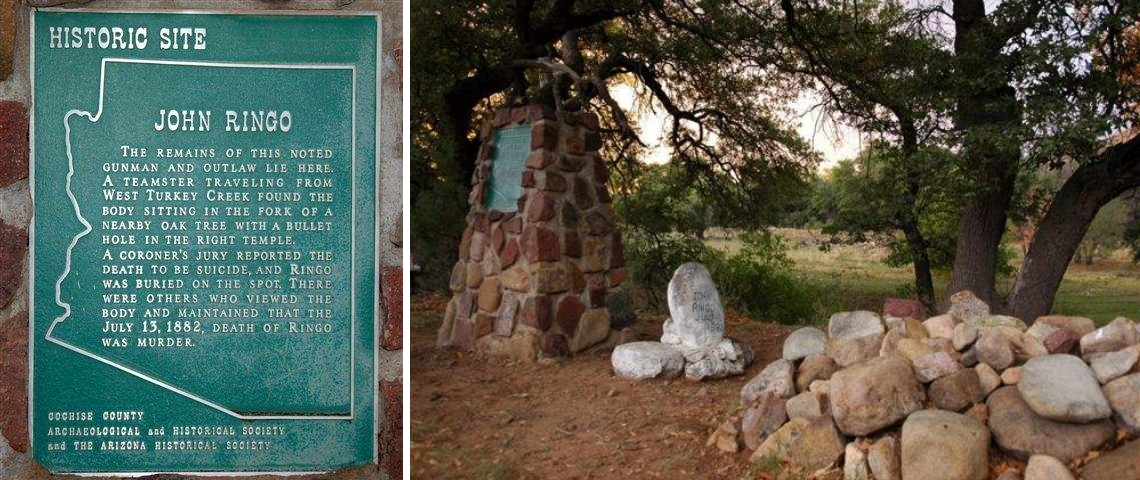
Plaque commémorative et tombe de Johnny Ringo.

Johnny Ringo est trouvé mort le 14 juillet 1882 sur la fourche d'un grand arbre à West Turkey Creek Valley, près de Chiricahua Peak, avec une blessure par balle sur la tempe droite, la balle étant ressortie par l'arrière du crâne.
Un coup de feu avait été entendu par un voisin dans la soirée du 13 juillet. Le pistolet de Ringo est retrouvé pendant à un de ses doigts et une balle est trouvée manquante dans le barillet. Ses pieds étaient enveloppés avec des morceaux de son maillot de corps. Son cheval est retrouvé deux semaines plus tard, les bottes de Ringo accrochées à la selle, une méthode répandue pour empêcher les scorpions d'y rentrer. Après enquête, le coroner conclut que la mort est due à un seul coup de feu dans la tête et la mort de Ringo est officiellement considérée comme un suicide.
Johnny Ringo est enterré au pied de l'arbre où son corps a été retrouvé, à West Turkey Creek Canyon (31°51′54.4″N 109°25′07.2″W). L'arbre est tombé en 2010. La tombe, située sur une propriété privée, est accessible via un portail et des indications sur le chemin à suivre pour y arriver.

## Dans la culture populaire
- Dans le film The Gunfighter (1950), le personnage principal, joué par Gregory Peck, s'appelle Jimmy Ringo.
- Dans un épisode de la série Histoires du siècle dernier (1954), Ringo est interprété par Donald Curtis sous le nom de « John B. Ringgold ».
- Dans le film Règlements de comptes à OK Corral (1957), Ringo est joué par John Ireland
- Dans l'épisode Johnny Ringo's Last Ride (19 février 1958) de la série Tombstone Territory (en), Ringo est joué par Myron Healey.
- Bien qu'elle porte son nom, la série Johnny Ringo (en) (1959-1960) a peu à voir avec l'histoire de Johnny Ringo. Ce dernier est joué par Don Durant (en).
- Dans l'épisode The Clantons' Family Row (8 décembre 1959) de la série The Life and Legend of Wyatt Earp (en), Johnny Ringo est joué par Peter M. Thompson[6].
- Ringo a inspiré la chanson Ringo (en) (1964), chantée par Lorne Greene[7].
- Dans l'épisode The Gunfighters (avril-mai 1966) de la série Doctor Who, Ringo est joué par Laurence Payne (en).
- Johnny Ringo apparaît dans deux épisodes de la série Le Grand Chaparral (1969). Dans un épisode, il est joué par Robert Viharo (en). Dans l'autre, il est joué par Luke Askew.
- Dans le remake Stagecoach (en) (1986), l'enfant Ringo est joué par Kris Kristofferson.
- Dans le film Tombstone (1993), Ringo est joué par Michael Biehn.
- Dans le film Wyatt Earp (1994), Ringo est joué par Norman Howell (en).
- Dans la nouvelle Confessions of Johnny Ringo (1989) de Geoff Aggeler, le vrai nom de Ringo est Ringgold.
- Dans l'épisode Dead Man's Hill (2001) de la série Le Monde perdu, Johnny Ringo est joué par David Orth.
- Johnny Ringo apparaît dans la série de bande-dessinée Mister Blueberry.
- Dans la nouvelle The Buntline Special (2010) de Mike Resnick, Ringo apparaît sous forme de zombie.
- Johnny Ringo inspire la chanson Johnny Ringo (2011) et les suites Johnny's Revenge (2012) et "Johnny's Rebellion" (2014) du groupe Crown The Empire (en).
- Il apparaît également dans le jeu vidéo Call of Juarez: Gunslinger (2013).